# Tingimento

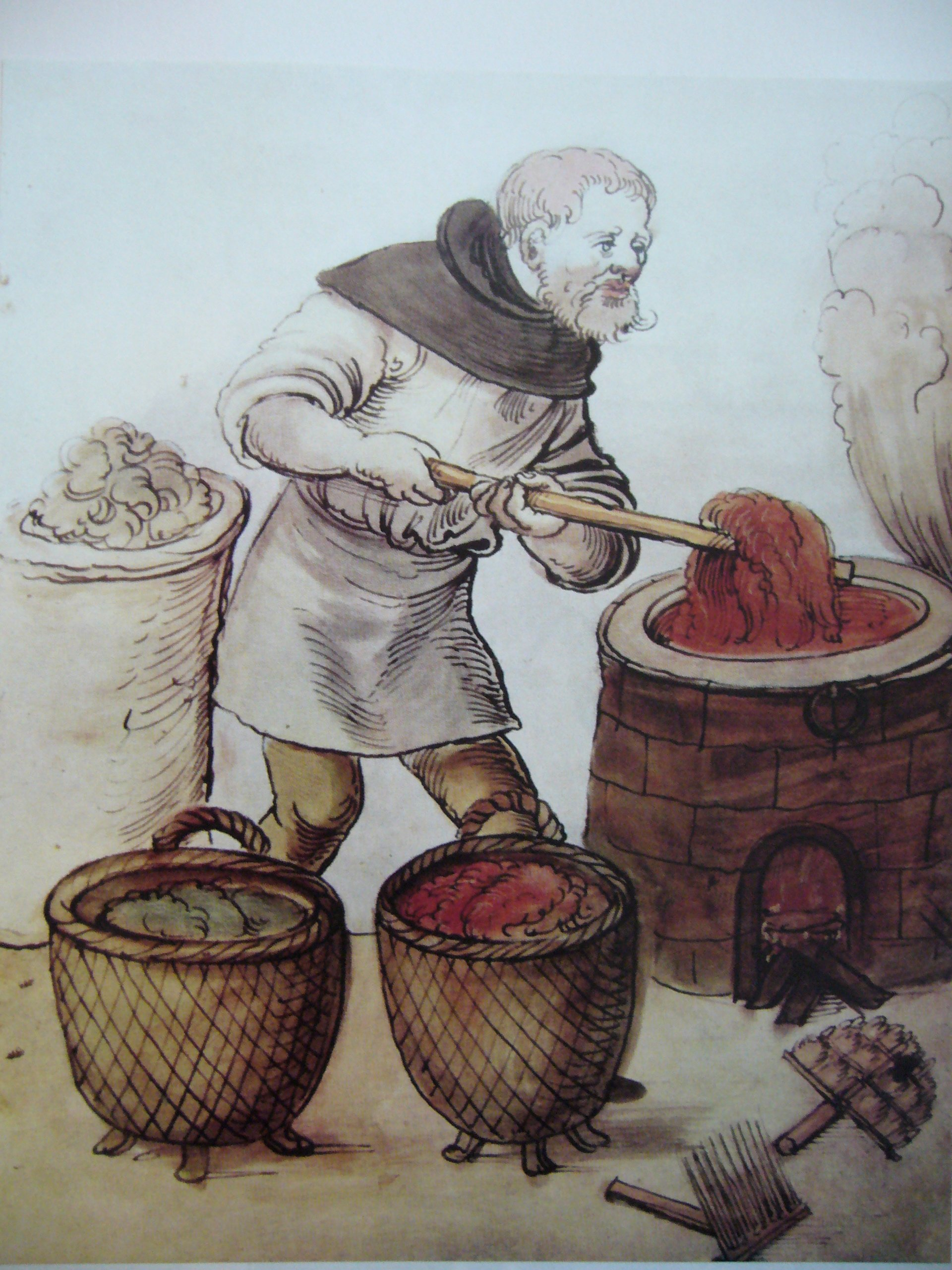
Tingimento na Idade Média

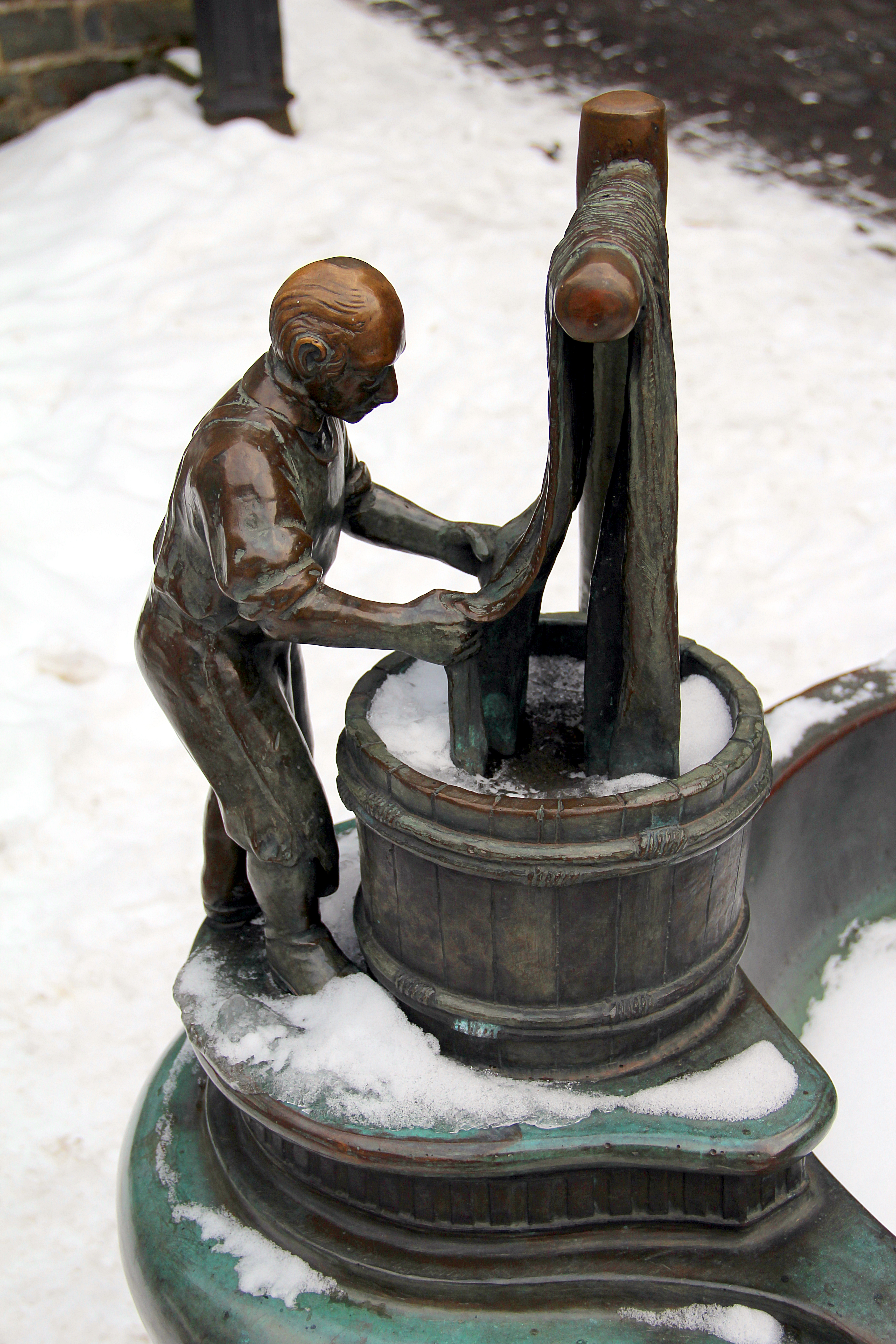
Estátua da fonte "Weberbrunnen" em Monschau (Alemanha)

Tingimento é um processo químico da modificação de cor da fibra têxtil através da aplicação de matérias coradas, através de uma solução ou dispersão, processo que varia de artigo para artigo pois para cada tipo de fibra têxtil existem corantes específicos.
Neste processo ocorre uma modificação físico-química do substrato de forma que a luz refletida provoque uma percepção de cor. Os produtos que provocam estas modificações são denominados matérias corantes. Matérias corantes são compostos orgânicos capazes de colorir substrato têxtil ou não têxtil, de forma que a cor seja relativamente sólida à luz e a tratamentos húmidos.
Todo substrato têxtil (tecido) sofre vários processos físicos e químicos durante o beneficiamento. A real necessidade desses processos tem como objetivo melhorar o aspecto, capacidade tintórea bem como condições para um posterior acabamento nobre a este tecido.
É no setor de tinturaria que o substrato têxtil sofre todo o processo de preparação e tingimento chamado de beneficiamento.
Os artigos têxteis devem ser cuidadosamente preparados antes de iniciar o tingimento. Estes passam por um processo inicial chamado de preparação ou pré-tratamento, que tem como objetivo eliminar todas as impurezas do substrato (tecido), tais impurezas são: as ceras, as pectinas naturais, os óleos lubrificantes, as parafinas, as gomas etc. Estas impurezas podem ser tanto naturais como artificiais. Neste último caso são adicionadas aos fios de tecido quando este sofre o processo de tecimento na tecelagem.
Os tecidos chegam na tinturaria em cru. São então submetidos tanto a processos químicos como físicos dependo do tipo de fibra e tipo de produto final que se quer ter.

## Método
Tingimento em fibra: Processo mais usado para fibras longas (lã) e filamentos. Consegue artigos mesclados. No caso de artigos sintéticos pode-se conseguir as cores com a adição de pigmentos antes mesmo da fabricação do filamento.
Tingimento em fio: O processo mais comum é o tingimento em bobinas, mas sendo também possível durante outros processos da fiação. Mais indicado para produção de tecidos listrados, xadrez ou jacquard. O tingimento em fios favorece obter cores mais igualizadas, porém tem o inconveniente de ter que verificar alguns processos que representam gastos de tempo e mão-de-obra. Outro tingimento de fio muito usado é o tingimento em urdume, que pode ser com o urdume em aberto ou em corda. Ambos muito utilizados para o tingimento com corante índigo.
Tingimento em tecido: Processo mais desenvolvido nos últimos anos devido a muitas vantagens, como maior igualização em todo o comprimento da peça, menor desperdício de corante, menor quantidade de processos, já que está junto com as operações de beneficiamento de tecidos. Produz um tecido com cor lisa. Pode ser realizada com o tecido em corda (ocupa menos espaço, tecido pode ficar mais relaxado) ou em aberto (não forma vincos, pode-se trabalhar em processo contínuo).

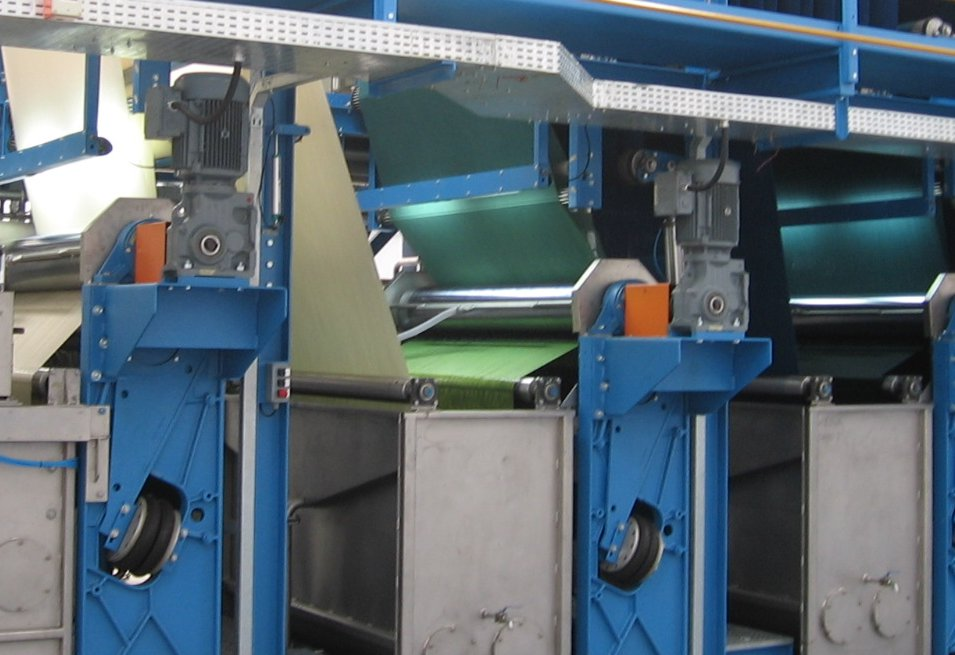
Tingimento de urdume de fios com corante índigo

- Processo descontínuo ou por bateladas: Processo indicado para lotes com metragens menores, ou pouca produção. Na mesma máquina podem ser feitos todos os processos de preparação, alvejamento, tingimento e lavagem. Pode ser com o tecido em corda ou aberto, dependendo da máquina usada, sendo as mais comuns do tipo: Barca, Jet, Flow ou Jigger.
- Processo semi-contínuo: Impregnação do tecido com banho de tingimento realizado por Foulard, após esse processo o tecido fica em repouso por algumas horas para a reação do corante e posterior lavagem. Processo conhecido como ‘pad-batch’.
- Processo Contínuo: Indicado para LINGRIDs2 produções e lotes com maior metragem. A reação do corante com a fibra é acelerada com a adição de vapor ou temperatura. Com isso o tecido pronto para tingir entra na máquina e sai tingido e lavado. Os processos mais comuns são ‘pad-steam’, com vaporizador, para tecidos de algodão, e, ‘pad-dry’, com circulação de ar-quente (hot-flue), para tecidos sintéticos.

## Classes de corante
Veja abaixo algumas classes de corantes utilizadas na indústria têxtil:
- Celulose (algodão, viscose, linho, rami): corantes reativos, corantes diretos, à tina, enxofre, naphtol e índigo - Pode ser tinto com pigmentos por cationização, bem como por estamparia, seja com corantes citados ou com pigmentos; sendo estes últimos, fixados com resinas acrílicas ou acrílicas-vinílicas chamadas ligantes.
- Poliester: corantes dispersos.
- Poliamida (Nylon): corantes ácidos e dispersos.
- Lã: corantes ácidos e reativos

Corante reativo
Vantagens:
- São economicamente intermediários
- Alta solidez à luz e a úmido
- Não necessita fixador
- Alta reprodutibilidade

Desvantagens:
- Tem restrição no tratamento com cloro
- Agride ao meio ambiente

Fibras:
- CO (algodão)
- CL (linho)
- CR (rami)

Corante azóico derivado alfa naftol copulado com uma base diazotada (N=N)
Vantagens:
- A cor é produzida dentro da fibra
- Alta solidez
- Brilho excelente
- Cor vermelha
- Não usa fixador

Precisa de lavagem profunda, pois pode carecer de solidez à lavagem e fricção (seco e úmido)
Desvantagens:
- Alto custo
- Processo longo
- Agride o meio ambiente
- Alto consumo de água

Fibras:
- CO (algodão)
- CL (linho)